# Taubenkobel (Kleininzemoos)

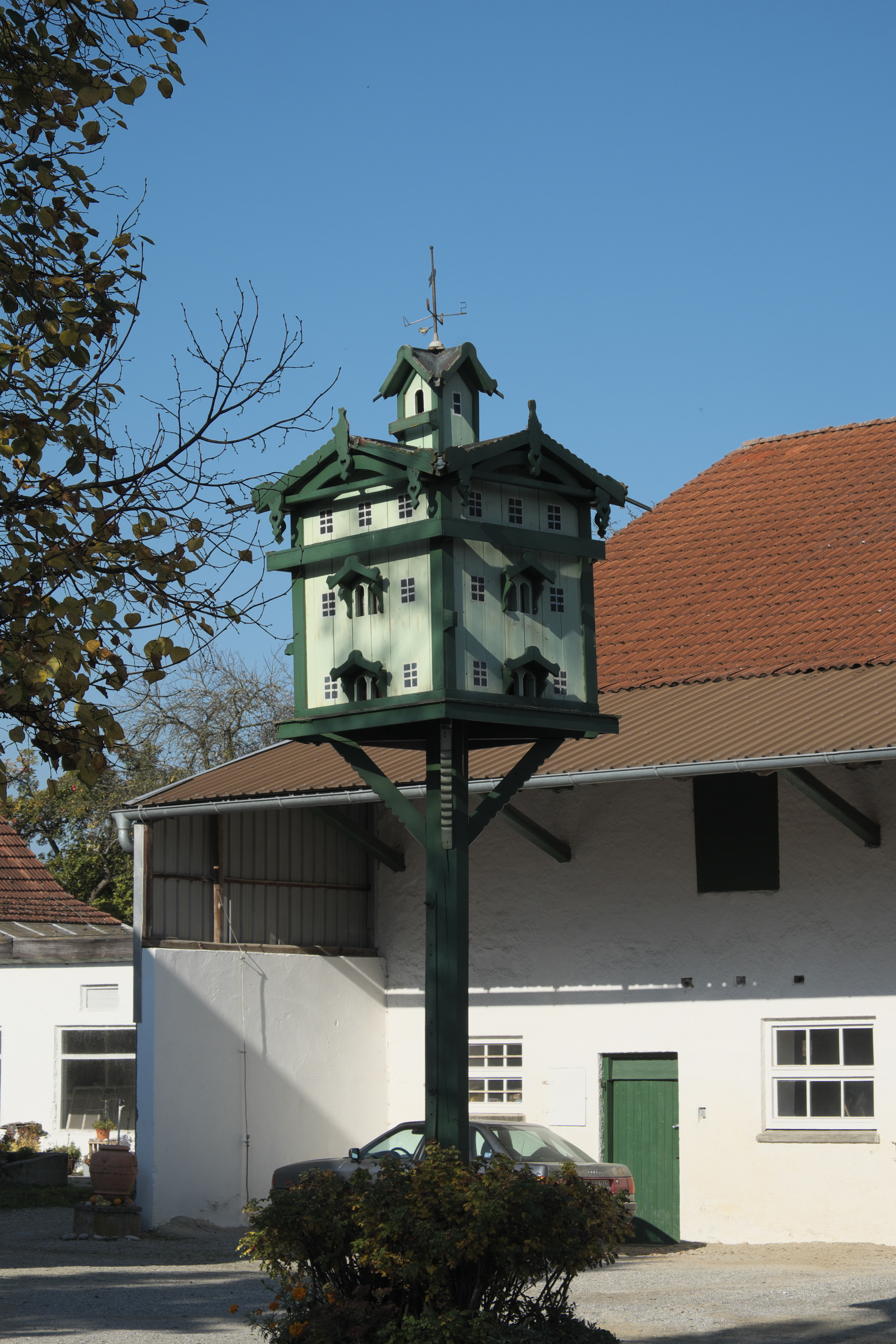
Taubenkobel in Kleininzemoos

Der Taubenkobel in Kleininzemoos, einem Gemeindeteil von Röhrmoos im oberbayerischen Landkreis Dachau, wurde im 19./20. Jahrhundert errichtet. Das Taubenhaus an der St.-Margareth-Straße 4 ist ein geschütztes Baudenkmal.
Das Taubenhaus aus Holz in Form eines Wohnhauses mit Dachreiter ist fantasievoll geschmückt.